# Karl Frei
Pour les articles homonymes, voir Frei.
Karl Frei (8 mars 1917 à Regensdorf – 18 juin 2011 à Schlieren) est un gymnaste suisse.

## Palmarès

### Jeux olympiques
- Londres 1948
  -  médaille d'or aux anneaux
  -  médaille d'argent par équipes